# Gezienus Koolhof

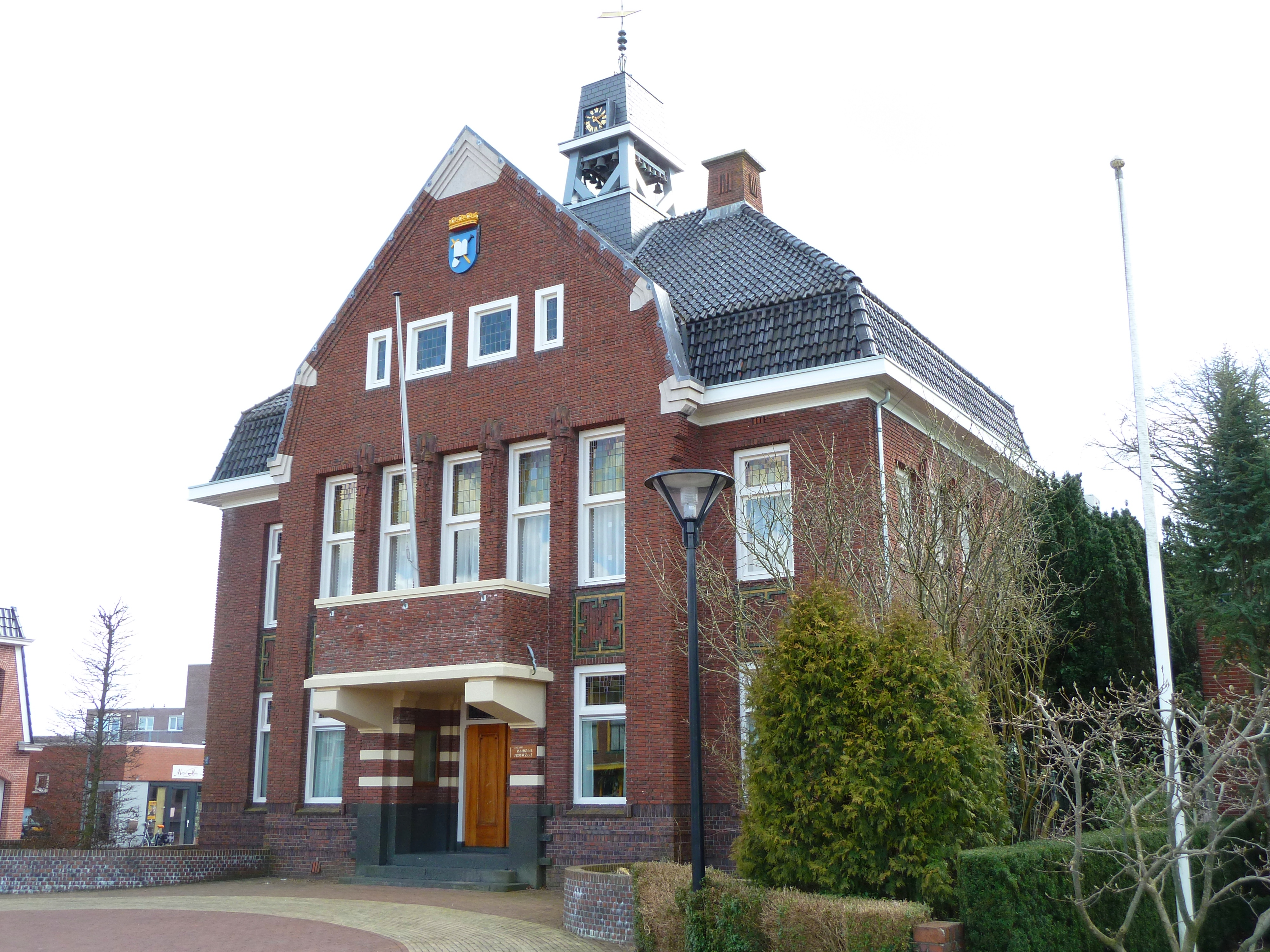
Gemeentehuis van Bedum (1927)

Gezienus Koolhof (Bellingwolde, 24 oktober 1885 - Groningen, 15 november 1973) was een Nederlandse architect, die werkzaam was in de provincie Groningen. Hij was zowel gemeente-architect van Bedum als van Noorddijk. Ook was Koolhof secretaris van het bestuur van de Avondteekenschool in Bedum en was hij commandant van de vrijwillige brandweer. Het door hem ontworpen gemeentehuis in die plaats (1927-'28) is aangewezen als rijksmonument. De stijl van het ontwerp is verwant aan het Rationalisme.

## Werken (selectie)
- 1927-'28: Gemeentehuis, Bedum[1]
- 1948-'49: Gemeentehuis, Noorddijk (verbouwing)[2]